# Amolops bellulus
Espèce
Statut de conservation UICN

 DD  : Données insuffisantes
Amolops bellulus est une espèce d'amphibiens de la famille des Ranidae.

## Répartition
Cette espèce est endémique du xian de Lushui dans la province du Yunnan en République populaire de Chine. Sa présence est incertaine en Birmanie.

## Description
Amolops bellulus mesure en moyenne 50 mm pour les mâles et 64 mm pour les femelles. Son dos est beige avec des taches vertes et brunes. Son ventre tire sur le jaunâtre avec des nuances de brun-gris au niveau de la gorge et du thorax.

## Publication originale
- Liu, Yang, Ferraris & Matsui, 2000 : Amolops bellulus: a new species of stream-breeding frog from western Yunnan, China (Anura: Ranidae). Copeia, vol. 2000, no 2, p. 536-541.